# 比亞迪L3
比亞迪L3是中國汽車製造商比亞迪於2010-2015年間生產的一款緊湊型轎車。

## 簡介

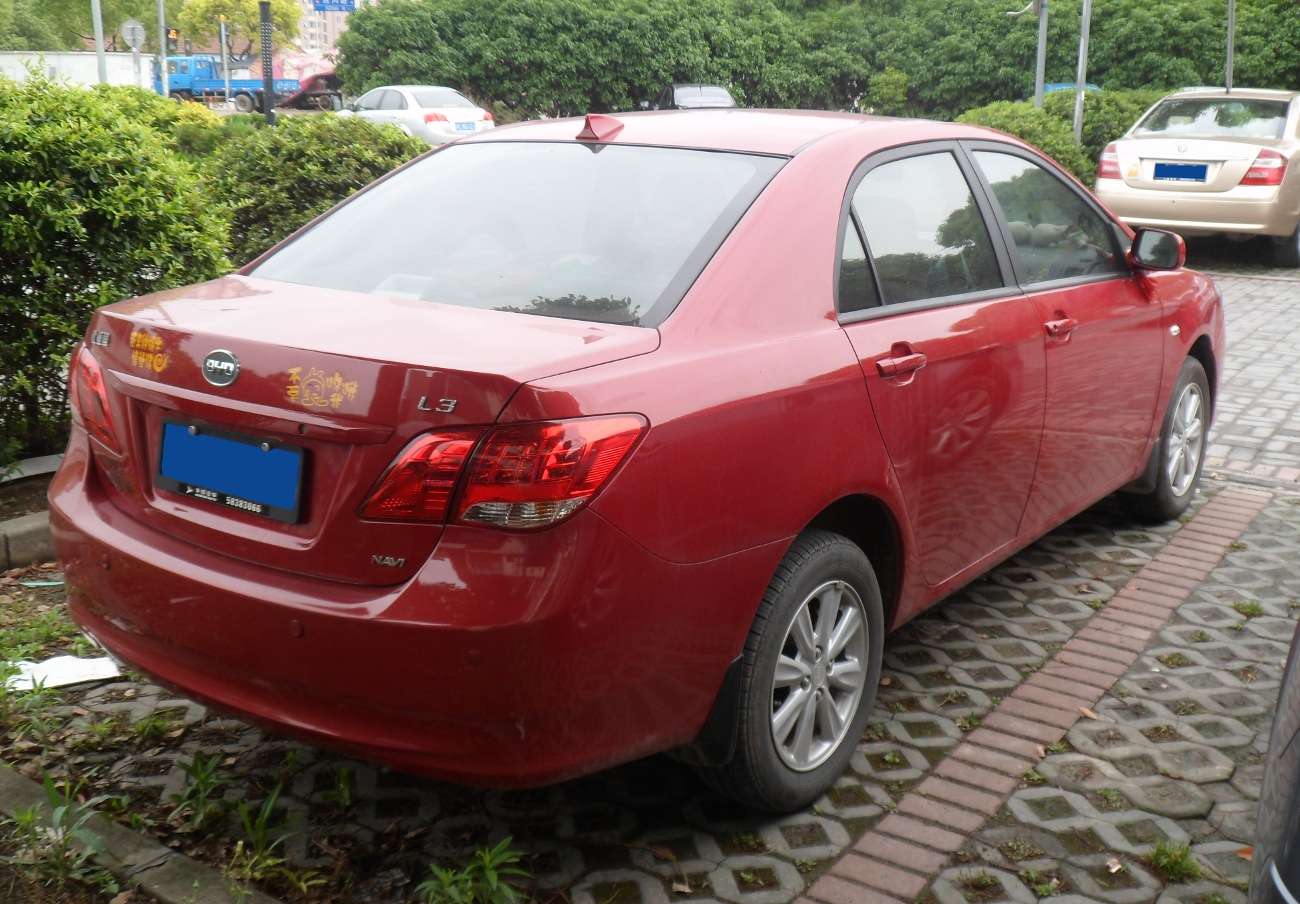
後視圖

比亞迪L3實際上是比亞迪F3的進化版。除了中國大陸之外，在中南美洲以「比亞迪新F3」的名稱出售。
該車以1.5L及1.8L的汽油引擎驅動，並配有五速手動變速箱及六速雙離合變速箱。而1.8L的引擎版本則配有無段自動變速箱。

## 資料來源
1. ↑  .   [2020-03-30]. （原始内容存档于2020-11-10）.